# Festival de la Canción de Eurovisión 1968
El XIII Festival de la Canción de Eurovisión tuvo lugar el 6 de abril de 1968 en el Royal Albert Hall de Londres, Reino Unido, organizado por la BBC, tras la victoria de Sandie Shaw, con su canción Puppet on a String. La presentadora fue Katie Boyle y Massiel, que representaba a España, ganó el concurso con la canción La, la, la, obteniendo 29 puntos. El segundo puesto fue para el representante británico, Cliff Richard, que con la canción Congratulations quedó a un punto de España. Isabelle Aubret, representante de Francia (que ya había ganado el certamen en 1962 con la canción "Premier Amour" que obtuvo 26 puntos),  quedó tercera con la canción "La source" (la fuente) que obtuvo 20 puntos. 
En un principio, España iba a enviar como representante a Joan Manuel Serrat para que cantara el tema "La, la, la", pero TVE le retiró del certamen, ya que se negó a cantar en español, y hacerlo en catalán. Posteriormente pensaron en enviar al Dúo Dinámico (Ramón Arcusa y Manuel de la Calva) para sustituir a Serrat, ya que eran los autores de la canción "La, la, la" pero finalmente TVE decidió enviar a Massiel, que se encontraba de gira en México y tan solo tuvo 10 días para prepararse antes del certamen. 
Por Yugoslavia se presentó un grupo, Dubrovački Trubaduri, con disfraces de juglares medievales. Era un grupo formado originalmente por seis personas. Sin embargo, el reglamento en aquella época solo permitía concursar a solistas y dúos, por lo que oficialmente acudieron cinco a Londres, dos de ellos intérpretes oficiales, Luciano Capurso y Hamo Hajdarhodžić, y los otros tres como coro.
Reino Unido hizo repetir la votación del último jurado (Yugoslavia) porque dio 11 puntos en vez de 10, que son los puntos que el país votante tiene que repartir, puesto que el jurado de cada país estaba formado por diez personas, las cuales debían dar un punto a su canción favorita. Aun así, España seguía siendo la ganadora, ya que los yugoslavos no votaron ni a Richard ni a Massiel.
Esta edición del festival fue retransmitida por primera vez en color para Alemania Occidental, Francia, Noruega, los Países Bajos, el Reino Unido, Suecia y Suiza, a pesar de que muy pocos espectadores tenían en su casa un televisor en color. Además de los países participantes en el festival, algunos países de Europa del Este, Sudamérica y Túnez lo retransmitieron.

## Participantes
Los meses anteriores al festival se realizaron los procesos de selección de participantes. De 17 países participantes, 10 organizaron una final nacional y 7 eligieron a su representante internamente.
Entre los representantes más conocidos se encontraban Wencke Myhre, cantante noruega que intentó representar varias veces a su país y al final fue elegida para representar a Alemania Occidental; Isabelle Aubret, ganadora del festival de 1962; Sergio Endrigo, ganador del Festival de Sanremo de aquel año; Karel Gott, cantante checoslovaco que representaba a Austria; y Cliff Richard, máximo favorito para ganar este festival según gran parte de la prensa europea y que alcanzaría una importante proyección internacional. Una aún no muy conocida Massiel, aunque ya tenía dos éxitos en México y participaciones en otros festivales europeos, se consolidó en España y América Latina tras su victoria en Eurovisión.
En la siguiente tabla se resumen los representantes de cada país y el método por el cual fueron elegidos:
| País y TV               | Título original de la canción               | Artista                             | Proceso y fecha de selección            |
| País y TV               | Traducción al español                       | Idiomas de interpretación           | Proceso y fecha de selección            |
| ----------------------- | ------------------------------------------- | ----------------------------------- | --------------------------------------- |
| Alemania Occidental ARD | Ein Hoch der Liebe                          | Wencke Myhre                        | Final Nacional, 16-03-1968              |
| Alemania Occidental ARD | Un brindis por el amor                      | Alemán                              | Final Nacional, 16-03-1968              |
| Austria · ORF           | Tausend Fenster                             | Karel Gott                          | Elección Interna                        |
| Austria · ORF           | Miles de ventanas                           | Alemán                              | Elección Interna                        |
| Bélgica · RTB           | Quand Tu Reviendras                         | Claude Lombard                      | Avant-première 1968, 13-02-1968         |
| Bélgica · RTB           | Cuando vuelvas                              | Francés                             | Avant-première 1968, 13-02-1968         |
| España TVE              | La, la, la                                  | Massiel                             | Elección Interna                        |
| España TVE              | -                                           | Español                             | Elección Interna                        |
| Finlandia · YLE         | Kun Kello Käy                               | Kristina Hautala                    | Euroviisut 1968, 10-02-1968             |
| Finlandia · YLE         | Cuando el reloj está en marcha              | Finés                               | Euroviisut 1968, 10-02-1968             |
| Francia ORTF            | La Source                                   | Isabelle Aubret                     | Final Nacional 1968                     |
| Francia ORTF            | La fuente                                   | Francés                             | Final Nacional 1968                     |
| Irlanda RTÉ             | Chance of a Lifetime                        | Pat McGeegan                        | Final Nacional, 03-03-1968              |
| Irlanda RTÉ             | La oportunidad de tu vida                   | Inglés                              | Final Nacional, 03-03-1968              |
| Italia · RAI            | Marianne                                    | Sergio Endrigo                      | Elección Interna                        |
| Italia · RAI            | -                                           | Italiano                            | Elección Interna                        |
| Luxemburgo CLT          | Nous Vivrons D'Amour                        | Chris Baldo y Sophie Garel          | Elección Interna                        |
| Luxemburgo CLT          | Viviremos el amor                           | Francés                             | Elección Interna                        |
| Mónaco TMC              | A Chacun Sa Chanson                         | Line and Willy                      | Elección Interna                        |
| Mónaco TMC              | A cada uno su canción                       | Francés                             | Elección Interna                        |
| Noruega · NRK           | Stress                                      | Odd Børre                           | Melodi Grand-Prix 1968, 03-03-1968      |
| Noruega · NRK           | Estrés                                      | Noruego                             | Melodi Grand-Prix 1968, 03-03-1968      |
| Países Bajos · NTS      | Morgen                                      | Ronnie Tober                        | Nationaal Songfestival 1968, 28-02-1968 |
| Países Bajos · NTS      | Mañana                                      | Neerlandés                          | Nationaal Songfestival 1968, 28-02-1968 |
| Portugal RTP            | Verão                                       | Carlos Mendes                       | Festival da Canção, 04-03-1968          |
| Portugal RTP            | Verano                                      | Portugués                           | Festival da Canção, 04-03-1968          |
| Reino Unido BBC         | Congratulations                             | Cliff Richard                       | A Song For Europe, 05-03-1968           |
| Reino Unido BBC         | Felicidades                                 | Inglés                              | A Song For Europe, 05-03-1968           |
| Suecia · SR             | Det Börjar Verka Kärlek, Banne Mej          | Claes-Göran Hederström              | Melodifestivalen 1968, 05-03-1968       |
| Suecia · SR             | Está comenzando a parecer amor, maldita sea | Sueco                               | Melodifestivalen 1968, 05-03-1968       |
| Suiza · SSR SRG         | Guardando Il Sole                           | Gianni Mascoio                      | Final Nacional, 27-01-1968              |
| Suiza · SSR SRG         | Mirando al sol                              | Italiano                            | Final Nacional, 27-01-1968              |
| Yugoslavia JRT          | Jedan dan                                   | Luciano Capurso y Hamo Hajdarhodžić | Pjesma Eurovizije 1968, 25-02-1968      |
| Yugoslavia JRT          | Un día                                      | Croata                              | Pjesma Eurovizije 1968, 25-02-1968      |

## Resultados

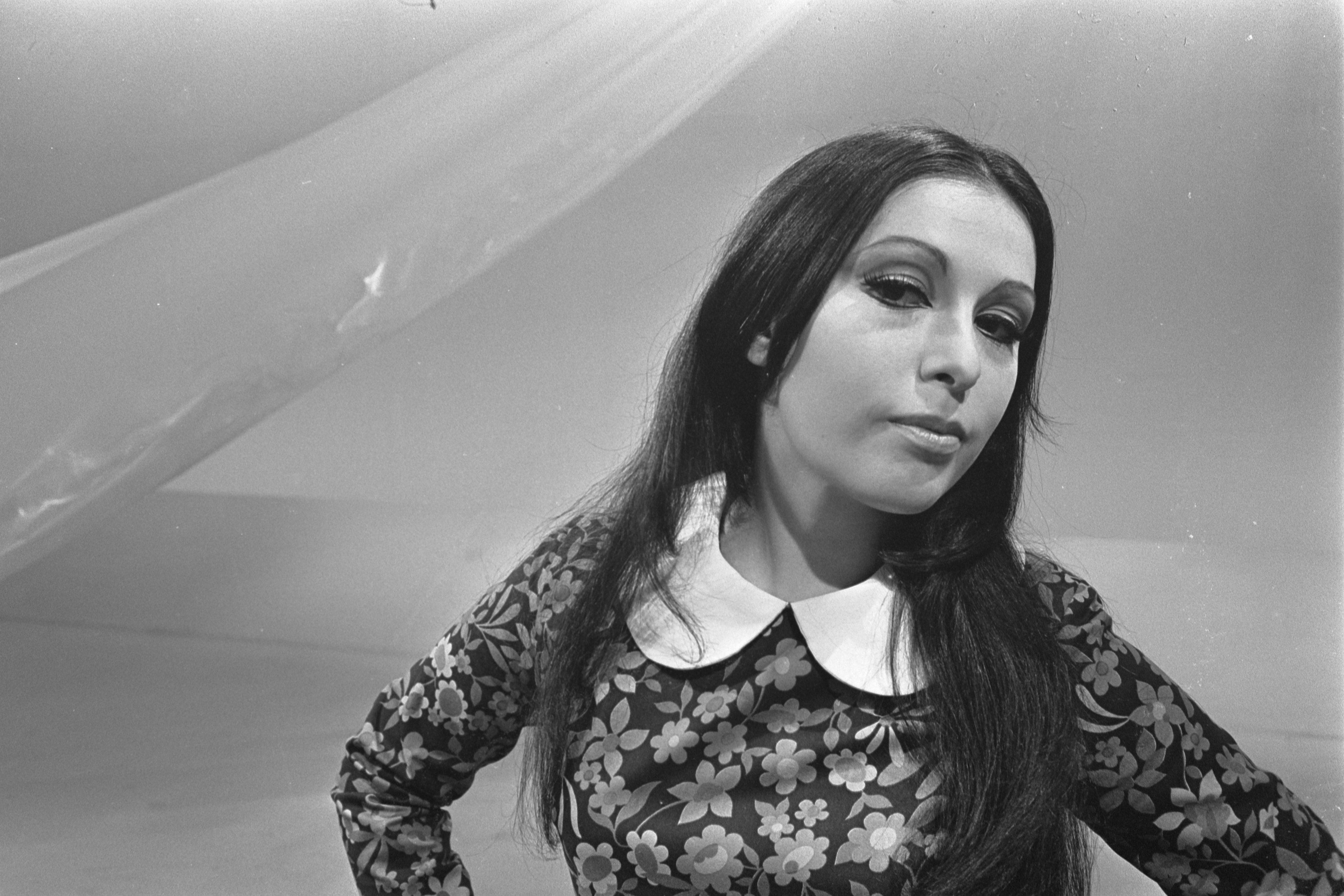
Massiel, ganadora del Festival

La votación del Festival de Eurovisión de 1968 fue una de las más ajustadas que se recuerdan, habiendo una carrera muy reñida entre España y Reino Unido:
Aunque España comenzó liderando la clasificación, durante la primera parte de las votaciones fue Francia la que encabezó el ranking. A mitad de las votaciones, el Reino Unido terminó alcanzando a Francia e incluso llegó a obtener una ventaja considerable sobre las candidaturas francesa y española. Sin embargo, cuando quedaban dos países por votar y el Reino Unido le llevaba 4 puntos de ventaja a España, Alemania Occidental otorgó 2 puntos más a la candidatura británica y 6 puntos a la española, colocándose esta última en primera posición. Yugoslavia, que era el último país en votar, al no dar ningún punto ni a España ni a Reino Unido, terminó facilitando la primera victoria de España en el Festival de Eurovisión.
Por primera vez desde 1961, todos los países participantes obtuvieron al menos un punto.
| #  | País                | Intérprete(s)                       | Canción                              | Lugar | Puntos |
| -- | ------------------- | ----------------------------------- | ------------------------------------ | ----- | ------ |
| 01 | Portugal            | Carlos Mendes                       | «Verão»                              | 11    | 5      |
| 02 | Países Bajos        | Ronnie Tober                        | «Morgen»                             | 16    | 1      |
| 03 | Bélgica             | Claude Lombard                      | «Quand Tu Reviendras»                | 7     | 8      |
| 04 | Austria             | Karel Gott                          | «Tausend Fenster»                    | 13    | 2      |
| 05 | Luxemburgo          | Chris Baldo & Sophie Garel          | «Nous Vivrons D'Amour»               | 11    | 5      |
| 06 | Suiza               | Gianni Mascoio                      | «Guardando Il Sole»                  | 13    | 2      |
| 07 | Mónaco              | Line and Willy                      | «A Chacun Sa Chanson»                | 7     | 8      |
| 08 | Suecia              | Claes-Göran Hederström              | «Det Börjar Verka Kärlek, Banne Mej» | 5     | 15     |
| 09 | Finlandia           | Kristina Hautala                    | «Kun Kello Käy»                      | 16    | 1      |
| 10 | Francia             | Isabelle Aubret                     | «La Source»                          | 3     | 20     |
| 11 | Italia              | Sergio Endrigo                      | «Marianne»                           | 10    | 7      |
| 12 | Reino Unido         | Cliff Richard                       | «Congratulations»                    | 2     | 28     |
| 13 | Noruega             | Odd Børre                           | «Stress»                             | 13    | 2      |
| 14 | Irlanda             | Pat McGeegan                        | «Chance of a Lifetime»               | 4     | 18     |
| 15 | España              | Massiel                             | «La, la, la»                         | 1     | 29     |
| 16 | Alemania Occidental | Wencke Myhre                        | «Ein Hoch Der Liebe»                 | 6     | 11     |
| 17 | Yugoslavia          | Luciano Capurso & Hamo Hajdarhodžić | «Jedan dan»                          | 7     | 8      |

## Tabla de votaciones
| Bandera de Portugal                  | Bandera de los Países Bajos | Bandera de Bélgica | Bandera de Austria | Bandera de Luxemburgo | Bandera de Suiza | Bandera de Mónaco | Bandera de Suecia | Bandera de Finlandia | Bandera de Francia | Bandera de Italia | Bandera del Reino Unido | Bandera de Noruega | Bandera de Irlanda | Bandera de España | Bandera de Alemania Occidental | Bandera de Yugoslavia | Total |   |    |
| Participantes                        | Portugal                    | –                  |                    |                       |                  |                   |                   |                      |                    |                   |                         |                    |                    | 2                 |                                | 3                     |       |   | 5  |
| Participantes                        | Países Bajos                |                    | –                  |                       |                  |                   |                   |                      |                    |                   |                         | 1                  |                    |                   |                                |                       |       |   | 1  |
| Participantes                        | Bélgica                     | 1                  |                    | –                     |                  |                   |                   |                      |                    | 1                 | 1                       | 3                  | 1                  |                   |                                | 1                     |       |   | 8  |
| Participantes                        | Austria                     |                    |                    |                       | –                |                   |                   |                      |                    |                   |                         |                    |                    |                   |                                |                       | 2     |   | 2  |
| Participantes                        | Luxemburgo                  |                    | 1                  |                       | 1                | –                 |                   | 1                    |                    |                   | 1                       |                    | 1                  |                   |                                |                       |       |   | 5  |
| Participantes                        | Suiza                       |                    |                    |                       |                  |                   | –                 |                      |                    |                   |                         |                    |                    |                   |                                |                       |       | 2 | 2  |
| Participantes                        | Mónaco                      |                    | 2                  |                       |                  | 1                 |                   | –                    |                    | 3                 |                         |                    | 1                  |                   | 1                              |                       |       |   | 8  |
| Participantes                        | Suecia                      | 1                  | 1                  |                       |                  |                   |                   |                      | –                  | 1                 |                         |                    | 2                  | 6                 | 4                              |                       |       |   | 15 |
| Participantes                        | Finlandia                   |                    |                    |                       |                  |                   |                   |                      |                    | –                 |                         |                    |                    | 1                 |                                |                       |       |   | 1  |
| Participantes                        | Francia                     |                    | 3                  | 6                     | 2                | 3                 | 3                 |                      | 1                  |                   | –                       | 2                  |                    |                   |                                |                       |       |   | 20 |
| Participantes                        | Italia                      | 1                  |                    |                       |                  |                   | 2                 |                      |                    |                   |                         | –                  |                    |                   |                                | 2                     |       | 2 | 7  |
| Participantes                        | Reino Unido                 | 1                  | 2                  | 2                     |                  | 1                 | 4                 | 5                    | 3                  | 2                 | 4                       | 1                  | –                  |                   | 1                              |                       | 2     |   | 28 |
| Participantes                        | Noruega                     |                    |                    |                       |                  | 1                 |                   |                      |                    |                   |                         |                    |                    | –                 |                                | 1                     |       |   | 2  |
| Participantes                        | Irlanda                     | 1                  | 1                  | 1                     | 4                | 1                 |                   |                      | 4                  |                   |                         |                    |                    |                   | –                              |                       |       | 6 | 18 |
| Participantes                        | España                      | 4                  |                    |                       | 2                | 1                 |                   | 4                    |                    | 3                 | 4                       | 3                  |                    | 1                 | 1                              | –                     | 6     |   | 29 |
| Participantes                        | Alemania occidental         |                    |                    |                       |                  | 1                 | 1                 |                      | 2                  |                   |                         |                    | 5                  |                   |                                | 2                     | –     |   | 11 |
| Participantes                        | Yugoslavia                  | 1                  |                    | 1                     | 1                | 1                 |                   |                      |                    |                   |                         |                    |                    |                   | 3                              | 1                     |       | – | 8  |
| LA TABLA ESTÁ ORDENADA POR APARICIÓN |                             |                    |                    |                       |                  |                   |                   |                      |                    |                   |                         |                    |                    |                   |                                |                       |       |   |    |

## Polémicas
La posibilidad de un fraude
La victoria de la cantante española en el Festival ha sido objeto de forma retrospectiva de acusaciones acerca de una posible compra de votos por parte del régimen franquista. Estas informaciones se basan en que TVE compró series y películas de televisión y promocionó a cantantes de diversos países europeos, en especial de Bulgaria y Checoslovaquia (aunque estos, en realidad, no participaron ni votaron en el Festival. Bulgaria no participó en el Festival de Eurovisión hasta el año 2005 y Checoslovaquia jamás participó como tal).
El origen de estas especulaciones fueron unas declaraciones del periodista español, y habitual presentador para la cadena de televisión pública de estos festivales, José María Íñigo que se hicieron públicas en el documental Yo viví el mayo español de 1968, emitido por la cadena privada de televisión La Sexta. Sin embargo, dichos comentarios, según sus palabras y las de la cantante Massiel, habrían sido «pervertidos, sensacionalizados y desenfocados» por la cadena con la intención de promocionar el programa y satisfacer a intereses propios de la televisión privada (en clara referencia a la promoción del Chiki-Chiki interpretado por Rodolfo Chikilicuatre, aupado a Eurovisión por un programa de la misma cadena).
Todas las noticias hechas públicas en los medios de comunicación, incluyendo al espacio que las noticias del canal inglés Channel 4 dedicó al asunto, se realizaron antes de la emisión del documental en el que se basaban estas acusaciones, posteriormente se comprobó, centrando las palabras en el contexto, que en ningún momento José María Íñigo insinuó nada parecido a un fraude, «si comparamos unas cosas y otras vemos que hay más pruebas que demuestran que no ha habido ningún fraude que las meras teoriuchas de que pudo ocurrir algo raro» aclaró después de la polémica.